# Tolowa
Die Tolowa sind ein Indianerstamm aus dem Nordwesten von Kalifornien, die einen athapaskischen Dialekt sprechen. Die Sprache wird Hawuwut genannt. Ihre ursprüngliche Heimat lag im Einzugsgebiet des Smith River.
Sie galten als Zwischenhändler im Handel mit Dentaliumschalen von den Vancouver-Inseln. Dentaliumschalen dienten in der Region als Währung und waren daher ein hochangesehener Artikel. 
Darüber hinaus waren die Tolowa geschickte Bootsführer (Kanus aus Sequoienholz), fertigten Seile und Schnüre aus Blättern, waren gute Korbflechter und stellten Rasseln als Begleitinstrumente für religiöse Zwecke her. Zu ihren Nachbarn gehörten die Yurok und die Karok.
Bei einem Massaker in Yontocket im Jahr 1853 wurden 450 bis 500 Tolawi von Weißen getötet, weitere 65 starben bei einem weiteren Massaker 1854 im nahegelegenen, heute nicht mehr existierenden Achulet.   
1920 gab es noch 121 Tolowa im Del Norte County. Im Jahre 2013 gab es weltweit nur noch einen einzigen Menschen, der die Sprache der Tolowa sprechen kann.
Als Nachfolgerin der Tolowa besteht heute der staatlich anerkannte Indianerstamm Tolowa Dee-ni’ Nation mit etwa 1.700 Mitgliedern (Stand: 2019), der von einem aus sieben Personen bestehenden Stammesrat vertreten wird.